# Neimengornis
Neimengornis is een geslacht van uitgestorven vogels uit het Vroeg-Krijt van het huidige China, behorende tot de Jeholornithiformes. De enige benoemde soort is Neimengornis rectusmim. Het taxon lijkt een chimaera te zijn.

## Vondst en naamgeving
Bij Chaoyang in de provincie Liaoning werd een skelet gevonden van een vogel.
In 2021 werd de typesoort Neimengornis rectusmim benoemd en beschreven door Wang Junyou, Wang Xuri, Guo Bin, Kang Ai, Ma Feimin en Ju Shubin. De geslachtnaam verbindt de Chinese aanduiding voor Binnen-Mongolië, Neimeng, met het Oudgrieks ornis, 'vogel'. Het fossiel is niet in Binnen-Mongolië gevonden; het is een verwijzing naar het Inner Mongolia Museum of Natural History te Huhhot tot de collectie waarvan het stuk behoort; het museum verwierf het fossiel van een illegale handelaar tijdens zijn constructie tegen het jaar 2008. De soortaanduiding is een combinatie van het Latijn rectus, 'recht', met een samentrekking van het Engels minor metacarpal. Het derde middenhandsbeen is namelijk uitzonderlijk recht. Dit wordt wel het metacarpale minor genoemd omdat in de traditionele ornithologie, die niet wist dat vogels dinosauriërs zijn, gedacht werd dat het het vierde middenhandsbeen betrof. Deze telling wordt in China zelfs door paleontologen nog wel gevolgd. Om verwarring te voorkomen kan de term minor gebruikt worden. Het tweede middenhandsbeen is dan de major metacarpal.
Het holotype IMMNH-PV00122 is vermoedelijk gevonden in een laag van de Jiufotangformatie die dateert uit het Aptien. Het bestaat uit een vrijwel compleet skelet met schedel, platgedrukt op een enkele plaat. Het skelet ligt grotendeels in verband. Uitgebreide delen van het verenkleed zijn bewaard gebleven. Het betreft een jongvolwassen individu.
Problematisch is dat latere onderzoekers geopperd hebben dat het een vervalsing zou kunnen zijn, een combinatie van niet tot één taxon behorende botten zoals van Sapeornis en Shenzhouraptor. In ieder geval zijn meerdere individuen gecombineerd.

## Beschrijving

### Grootte en onderscheidende kenmerken
Neimengornis was een vrij forse vogel met een spanwijdte van zo'n tachtig centimeter.
De beschrijvers stelden enkele onderscheidende kenmerken vast. De achterpoten zijn uitzonderlijk lang zodat de armen maar 9% langer zijn; bij andere Jeholornithidae ligt de verhouding tussen de 1,2 en 1,35. De deltopectorale kam beslaat maar 27% van de schacht van het opperarmbeen tegen 40% bij andere Jeholornithidae. Het derde middenhandsbeen is relatief recht, met maar een kleine ruimte tussen het derde metatarsale en het tweede; bij andere Jeholornithidae is het derde middenhandsbeen gewelfd en gebogen met een grotere tussenruimte. Bij de middelste en achterste staartwervels zijn de chevrons en gewrichtsuitsteeksels niet sterk sterk ontwikkeld; bij andere Jeholornithidae zijn ze sterk horizontaal verlengd. De eerste teen is het grootst; bij andere Jeholornithidae is de tweede teen het grootst of zijn althans de tweede en derde teen groter en ongeveer even lang.

### Skelet
De schedel heeft een lengte van zevenenzestig millimeter. Hij is matig langgerekt met een wat bol bovenprofiel, naar voren afhangend. De praemaxilla is tandeloos. De onderkaak is achteraan recht maar buigt vooraan verbredend naar beneden. Een dun tongbeen is bewaard gebleven.
Er zijn naar schatting negen halswervels. Zeven ruggenwervels zijn bewaard. Ze hebben zadelgewrichten. Het heiligbeen telt zes sacrale wervels. Er zijn zevenentwintig of achtentwintig staartwervels. De overgang naar de middenstaart ligt tussen de zevende en achtste wervel. Er is een zeer lange benige staart. Ondanks kortere gewrichtsuitsteeksels is de staart bij het fossiel kaarsrecht op een sterk bovenwaartse buiging in de basis na. De staart draagt een lange staartwaaier die begint bij de tiende staartwervel. De staartveren hebben een eenvoudige structuur.
Het schouderblad heeft een lengte van vijfenvijftig millimeter. Het uiteinde ervan is licht verbreed. Er is een U-vormig vorkbeen waarvan de takken een hoek met elkaar maken van 95 graden. Er schijnt geen verbeend borstbeen aanwezig te zijn. Er zijn tien of elf paar borstribben; deze missen processus uncinati. Fragmenten van dunne buikribben zijn zichtbaar.
Het opperarmbeen heeft een lengte van negenentachtig millimeter, 21 procent langer dan het dijbeen. De crista deltopectoralis beslaat maar 27 procent van de lengte van de bovenste schacht, een lage waarde vergeleken met verwanten. De pols telt drie niet vergroeide carpalia, met een halvemaanvorm. Het eerste middenhandsbeen is kort met 21 tot 23 procent van de lengte van het tweede middenhandsbeen. Het tweede en derde middenhandsbeen lopen vrijwel evenwijdig; het uiteinde van het derde metacarpale reikt niet tot het niveau van het uiteinde van het tweede middenhandsbeen. Het relatief slanke gewricht met de eerste vinger is langer dan bij verwanten. De eerste handklauw is de grootste. De derde vinger is aanzienlijk dunner dan de eerste en tweede, met het tweede kootje het kortst.
In het bekken heeft het darmbeen 72 procent van de lengte van het dijbeen. Het bovenprofiel is licht bol. Het voorblad eindigt stomp, het achterblad scherper. Het aanhangsel van het darmbeen voor het zitbeen is niet veel kleiner dan dat voor het schaambeen. Het zitbeen heeft 28 procent van de lengte van het schaambeen, een relatief lage verhouding.
Het rechterdijbeen is vierenzeventig millimeter lang. Het scheenbeen is negen centimeter lang, het slanke kuitbeen zesentachtig millimeter. Het derde middenvoetsbeen heeft 48,4% van de lengte van het scheenbeen. De eerste teen lijkt een geopponeerde hallux te vormen met een zeer grote voetklauw.

## Fylogenie
Neimengornis werd in de Jeholornithiformes geplaatst. De beschrijvers kondigden aan dat nieuwe onderzoeksmethoden, met behulp van CAT-scans en ultraviolet licht, de taxonomie van die groep wel eens overhoop zouden kunnen gooien waarbij verwacht werd dat de variatie ten dele verklaard kon worden door seksuele dimorfie. Seksen zouden dus per abuis voor aparte soorten zijn aangezien.